# Краненбург (Північний Рейн-Вестфалія)
Краненбург (нім. Kranenburg) — громада в Німеччині, розташована в землі Північний Рейн-Вестфалія. Підпорядковується адміністративному округу Дюссельдорф. Входить до складу району Клеве.
Площа — 76,96 км2. Населення становить 10 981 ос. (станом на 31 грудня 2020).